# Интерлингвистика
Интерлингви́стика — раздел языкознания, изучающий различные аспекты межъязыкового общения и, в частности, международные языки как средство такого общения. Основное внимание обращается на процессы создания и функционирования международных искусственных языков, которые исследуются в связи с вопросами многоязычия, взаимовлияния языков, образования интернационализмов и тому подобным.
Интерлингвистика сформировалась на базе теории лингвопроектирования, заложенной работами Рене Декарта (1629 г.) и развитой Готтфридом Лейбницем и другими. Термин «интерлингвистика» появился в 1911 г. и был определён его автором, бельгийским учёным Жюлем Мейсмансом, как наука о «естественных законах формирования общих вспомогательных языков», под которыми он подразумевал любые языки, способные выступать в роли посредников межъязыкового (и даже междиалектного) общения. Со второй половины XX века интерлингвистика концентрируется на изучении международных искусственных языков (рассматриваемых как одно из средств преодоления языкового барьера), и обычно рассматривается как раздел языкознания, изучающий международные языки в контексте общей теории межъязыкового общения.
Применительно к кругу проблем, касающихся искусственных языков, интерлингвистика подразделяется на два основных раздела: теорию лингвопроектирования, которая распространяется на искусственные языки любого типа — вне зависимости от того, получили ли они коммуникативную реализацию, и теорию функционирования планового языка, которая распространяется только на системы, реализовавшиеся в практике человеческого общения.